# كيريا
الاميرة كيريا ( باللغة الامازيغية ⴽⵉⵔⵢⴰ ). وفي صيغ أخرى سيريا أو حتى سيليا هي اميرة امازيغية قبائلية  عاشت في القرن الرابع الميلادي من قبيلة الكويجنت[بحاجة لمصدر] في منطقة القبائل حاليا في ظل حكم موريطنية القيصرية.

## حياتها المبكرة
ولدت كيريا في منطقة القبائل منتصف القرن الرابع الميلادي وهي ابنة الزعيم الدوناتي نوبيل و هي من بين ابنائه السبعة المعروفين وهم ( جيلدون . فرموس . ساماك . مازوكا . ماسكوزال . ديوس وهي الفتاة الوحيدة بينهم)  الا ان ساماك هو ليس شقيقها  ( الاخرون هم اخوتها من نفس الوالدين )

## تمرد فرموس ودورها فيه
توفي نوبيل وترك وراءه ثروة كبيرة وتولى ولي عهده زاماك مقاليد الحكم و جلس على السلطة تم اتهامه بالخيانة و التعاون مع الروم لئا. تمرد فرموس ضد حكم اخيه ونجح في خلعه وحكم عليه بالإعدام . ما ادى إلى سلسلة اضطرابات بين الرومان والامازيغ ما ادى إلى ثورة مسلحة بينهم شارك فيها الاخوة الاربعة تحت قيادة اخيهم الأكبر فرموس. يقال ان كيريا شاركت في تلك الثورة بمداواة الجرحى واقامة المعسكرات. و واصلت دورها الثانوي على طول تمرد أبناء نوبيل
بعد انشقاق جيلدون
انشق غيلدون عن المقاومة وارتد عن الدوناتية و اعنق الكاثوليكية  و انضم إلى صفوف الجيش الروماني ضد اخيه . هنا تقول بعض المصادر ان كيريا تحولت إلى وسيط بين روما والمتمردين المور أو بالاحرى بين اخويها .تقول المصادر ان كيريا انتهجت الاتجاه المعاكس أي انها قررت خدمة مقاومة اخيها فرموس وشكلت تحالفا مكونا من مختلف القبائل الامازيغية لمساعدة اخيها في قتاله الا ان التحالف فشل وانهار و انتهت معه مقاومة فرموس بانتحاره 

### نهاية كيريا
تقول بعض المصادر ان كيريا توفيت حوالي سنة 374 وهي نفسها سنة انهزام فرموس لا ندري ما إذا كانت قد انتحرت كما فعل اخويها فرموس وغيالدون لاحقا ام انها قتلت في معركة ام حتى انها ماتت ميتة طبيعية أم قد انتحرت كما فعل اخويها فرموس وغيلدون لاحقا .